# (120132) 2003 FY128
(120132) 2003 FY128 ist ein großes transneptunisches Objekt, das bahndynamisch als nahes oder erweitertes Scattered Disc Object (SDO oder DO) eingestuft wird. Aufgrund seiner Größe ist der Asteroid ein Zwergplanetenkandidat.

## Entdeckung
2003 FY128 wurde am 26. März 2003 von einem Astronomenteam bestehend aus Chad Trujillo, Mike Brown, Eleanor „Glo“ Helin, Steven Pravdo, Kenneth Lawrence und Michael Hicks im Rahmen des Near-Earth-Asteroid-Tracking-Projekts (NEAT) mit dem 1,2-m-Oschin-Schmidt-Teleskop am Palomar-Observatorium (Kalifornien) entdeckt. Die Entdeckung wurde am 25. April 2003 zusammen mit Ceto bekanntgegeben, der Planetoid erhielt von der IAU die Kleinplanetennummer 120132.
Nach seiner Entdeckung ließ sich 2003 FY128 auf Fotos bis zum 8. Dezember 1989, die im Rahmen des Digitized-Sky-Survey-Programmes ebenfalls am Palomar-Observatorium gemacht wurden, zurückgehend identifizieren und so seinen Beobachtungszeitraum um 14 Jahre verlängern, um so seine Umlaufbahn genauer zu berechnen. Im April 2017 lagen insgesamt 186 Beobachtungen über einen Zeitraum von 27 Jahren vor. Die bisher letzte Beobachtung wurde im April 2016 am Pan-STARRS-Teleskop (PS1) durchgeführt. (Stand 1. März 2019)

## Eigenschaften

### Umlaufbahn
2003 FY128 umkreist die Sonne in 349,94 Jahren auf einer elliptischen Umlaufbahn zwischen 37,15 AE und 62,16 AE Abstand zu deren Zentrum. Die Bahnexzentrizität beträgt 0,252, die Bahn ist 11,78° gegenüber der Ekliptik geneigt. Derzeit ist der Planetoid 40,20 AE von der Sonne entfernt. Das Perihel durchlief er das letzte Mal 1988, der nächste Periheldurchlauf dürfte also im Jahre 2338 erfolgen.
Marc Buie (DES) klassifiziert den Planetoiden als erweitertes SDO, während das Minor Planet Center ihn als Nicht-SDO und allgemein als Distant Object einordnet. Das Johnston’s Archive führt es als other TNO auf, was bedeutet, dass es mit Sicherheit kein Cubewano oder Resonantes KBO ist.

### Größe und Rotation
Derzeit wird von einem Durchmesser von 460 km ausgegangen, basierend auf einem Rückstrahlvermögen von 7,9 % und einer absoluten Helligkeit von 5,09 m, was mithilfe des Herschel-Weltraumteleskops ermittelt wurde. Ausgehend von einem Durchmesser von 460 km ergibt sich eine Gesamtoberfläche von etwa 665.000 km2. Die scheinbare Helligkeit von 2003 FY128 beträgt 20,82 m.
Da anzunehmen ist, dass sich 2003 FY128 aufgrund seiner Größe im hydrostatischen Gleichgewicht befindet und somit weitgehend rund sein muss, sollte er die Kriterien für eine Einstufung als Zwergplanet erfüllen. Mike Brown geht davon aus, dass es sich bei 2003 FY128 um möglicherweise einen Zwergplaneten handelt.
Anhand von Lichtkurvenbeobachtungen 2009 rotiert 2003 FY128 in 8 Stunden und 32,4 Minuten einmal um seine Achse. Daraus ergibt sich, dass er in einem 2003 FY128-Jahr 359205,5 Eigendrehungen („Tage“) vollführt. Dies ist allerdings noch mit einigen Unsicherheiten behaftet, da die damalige Beobachtungszeit nicht ausreichte und die Fehlerquote bei ungefähr 30 % liegt.
| Jahr                                         | Abmessungen km                   | Quelle              |
| -------------------------------------------- | -------------------------------- | ------------------- |
| 2012                                         | 479,0 +055,0 −069,0 460,0 ± 21,0 | Santos-Sanz u. a.   |
| 2016                                         | 505,27                           | LightCurve DataBase |
| 2018                                         | 467,0                            | Brown               |
| Die präziseste Bestimmung ist fett markiert. |                                  |                     |